# Державна емблема
Державна емблема — це емблема або печатка, яка зарезервована для використання національною державою або багатонаціональною державою як символ цієї нації. Багато держав мають печатку або емблему на додаток до державного прапора та державного герба, в інших вона замінює державний герб (у цьому випадку в пострадянській традиції може називатися гербом, хоча це термінологічно невірно). Інші національні символи, такі як національні птахи, дерева, квіти тощо, занесені до списків національних символів.
У більш широкому сенсі, державна емблема є символом, який, як і герб, регулюєтся виключно державою і використання якого знаходиться у державній монополії, але він має вужчу сферу застосування, порівняно з гербом. Законодавство більшості країн не проводить розрізнення між гербом та державною емблемою, але в кількох країнах таке розрізнення існує на практиці. У ряді країн офіційне визначення державних емблем встановлюється у відповідних законах про символи установ, про захист або осквернення державних символів.
До прикладів державних емблем можна зарахувати кокарди, шеврони з позначенням держави на військовій формі та формі правоохоронців, символи військової техніки.

## Вживання в конкретних країнах
В України державний тризуб використовується в різних дизайнах як офіційними установами, так і у приватних цілях, законодавство не встановлює монополії на його використання лише державою, але захищає використання певних дизайнів тризуба, наприклад, на шевронах військової форми.
У Франції, окрім державного герба як такого, існує також державний логотип, який зображується у титулі державних паперів замість гербу.
У США існує низка символів, які за походженням являються варіаціями на тему гербу США (білоголового орлана зі щитом та іншими атрибутами), але вживаються конкретними урядовими установами (Федеральною резервною системою, Митною службою тощо).
Аналогічна традиція пізніше виникла у Німеччині, де для державного символа існує особливий термін нім. Hoheitszeichen, тобто «знак верховної влади». У роки Третього рейху дизайн орлів для окремих установ відрізнявся графічними елементами (пір'я на крилах, пропорції тощо) — таким чином, існували державний орел, партійний орел, орел СС, орел вермахту, орел міністерства закордонних справ і т. ін. 
Традіція використання орла у різних дизайнах для різних цілей існує і у сучасній Німеччині. В роки існування валюти німецька марка на кожній ювілейній монеті орел мав свої особливі ознаки, які відрізняли його дизайн від іншої монети.
Так само держава-агресор Російська Федерація використовує двоголових орлів різних дизайнів як емблеми міністерств.